# Krensdorf
Krensdorf est une commune autrichienne du district de Mattersburg dans le Burgenland.